# Социјалистички савез радног народа Хрватске
Социјалистички савез радног народа Хрватске (скраћено: ССРНХ) био је масовна друштвено-политичка организација која је од 1944. до 1990. деловала у Социјалистичкој Републици Хрватској, као републичка организација Социјалистичког савеза радног народа Југославије. 
Настао је 18. маја 1944. под називом Јединствени народноослободилачки фронт Хрватске, а након Првог конгреса Народног фронта Југославије, августа 1945. променио је назив у Народни фронт Хрватске. Настао је на платформи окупљања организација и појединаца, који су током Другог светског рата помагали Народноослободилачки покрет (НОП). На Четвртом конгресу, априла 1953. променио је назив у Социјалистички савез радног народа.
Као и остале друштвено-политичке организације у СФР Југославији, налазио се под контролом и доминацијом Савеза комуниста. На челу организације налазио се најпре Главни одбор, а потом од 1967. Републичка конференција ССРН. Лист Вјесник био је званични лист ССРН Хрватске.
Након распада СКЈ, руководство ССРН Хрватске је 7. фебруара 1990. донело одлуку о промени назива у Социјалистички савез — Савез социјалиста Хрватске (СС—ССХ). На Оснивачком конгресу, одржаном 2. јуна 1990. Савез социјалиста се трансформисао у Социјалистичку странку Хрватске.

## Конгреси
- Оснивачка конференција Јединственог народноослободилачког фронта Хрватске — одржан у Топуском 18. маја 1944.[4]
- Први конгрес Народног фронта Хрватске — одржан у Загребу од 13. до 15. октобра 1946.[5]
- Други конгрес Народног фронта Хрватске — одржан у Загребу 23. и 24. јануара 1949.[6]
- Трећи конгрес Народног фронта Хрватске — одржан у Загребу 31. марта и 1. априла 1951.[7]
- Четврти конгрес Народног фронта Хрватске — одржан у Загребу од 5. до 7. априла 1953.[8]
- Пети конгрес Социјалистичког савеза радног народа Хрватске — одржан у Загребу од 19. до 22. децембра 1960.[9]
- Шести конгрес Социјалистичког савеза радног народа Хрватске — одржан у Загребу од 17. до 19. фебруара 1966.[10]

## Лидери
| Преглед руководећих личности Социјалистичког савеза радног народа Хрватске | Преглед руководећих личности Социјалистичког савеза радног народа Хрватске | Преглед руководећих личности Социјалистичког савеза радног народа Хрватске | Преглед руководећих личности Социјалистичког савеза радног народа Хрватске | Преглед руководећих личности Социјалистичког савеза радног народа Хрватске |
| број                                                                       | име и презиме                                                              | почетак мандата                                                            | крај мандата                                                               | напомена                                                                   |
| -------------------------------------------------------------------------- | -------------------------------------------------------------------------- | -------------------------------------------------------------------------- | -------------------------------------------------------------------------- | -------------------------------------------------------------------------- |
| 1                                                                          | Владимир Назор                                                             | 18. мај 1944.                                                              | 15. октобар 1947.                                                          |                                                                            |
| 1                                                                          | Владимир Назор                                                             | 15. октобар 1947.                                                          | 24. јануар 1949.                                                           |                                                                            |
| 1                                                                          | Владимир Назор                                                             | 24. јануар 1949.                                                           | 19. јун 1949.                                                              | преминуо                                                                   |
| 2                                                                          | Владимир Бакарић                                                           | 1949.                                                                      | 1. април 1951.                                                             |                                                                            |
| 2                                                                          | Владимир Бакарић                                                           | 1. април 1951.                                                             | 7. април 1953.                                                             |                                                                            |
| 2                                                                          | Владимир Бакарић                                                           | 7. април 1953.                                                             | 22. децембар 1960.                                                         |                                                                            |
| 3                                                                          | Анка Берус                                                                 | 22. децембар 1960.                                                         | 25. јун 1963.                                                              |                                                                            |
| 4                                                                          | Антун Бибер                                                                | 25. јун 1963.                                                              | 19. фебруар 1966.                                                          |                                                                            |
| 5                                                                          | Стјепан Ивић                                                               | 19. фебруар 1966.                                                          | 14. јун 1967.                                                              |                                                                            |
| 5                                                                          | Стјепан Ивић                                                               | 14. јун 1967.                                                              | 7. април 1972.                                                             |                                                                            |
| 6                                                                          | Иво Марган                                                                 | 7. април 1972.                                                             | 4. април 1975.                                                             |                                                                            |
| 6                                                                          | Иво Марган                                                                 | 4. април 1975.                                                             | 6. јун 1978.                                                               |                                                                            |
| 7                                                                          | Маријан Цветковић                                                          | 6. јун 1978.                                                               | 28. април 1980.                                                            |                                                                            |
| 8                                                                          | Јово Угрчић                                                                | 28. април 1980.                                                            | 27. април 1981.                                                            |                                                                            |
| 9                                                                          | Божидар Гагро                                                              | 27. април 1981.                                                            | 28. април 1982.                                                            |                                                                            |
| 10                                                                         | Даринка Пушкарић                                                           | 28. април 1982.                                                            | 26. април 1983.                                                            |                                                                            |
| 11                                                                         | Перо Дјетелић                                                              | 26. април 1983.                                                            | 26. април 1984.                                                            |                                                                            |
| 12                                                                         | Чедо Паић                                                                  | 26. април 1984.                                                            | 9. јануар 1986.                                                            |                                                                            |
| 13                                                                         | Маријан Калањ                                                              | 9. јануар 1986.                                                            | 9. фебруар 1988.                                                           |                                                                            |
| 13                                                                         | Маријан Калањ                                                              | 9. фебруар 1988.                                                           | 10. јануар 1990.                                                           |                                                                            |
| 13                                                                         | Жељко Мажар                                                                | 10. јануар 1990.                                                           | 2. јун 1990.                                                               |                                                                            |